# Cadran-Bleu
Le Cadran Bleu était un restaurant situé boulevard du Temple à Paris.
Dans ce restaurant qui était réputé avant la Révolution française se réunissaient les auteurs dramatiques dont les pièces étaient jouées sur les boulevards à Paris.
C'est dans ce lieu que se réunirent à plusieurs reprises les cinq membres du Comité insurrecteur qui préparaient la Journée du 10 août 1792.

## Sources
Jean Tulard, Jean-François Fayard et Alfred Fierro, Histoire et dictionnaire de la Révolution française. 1789–1799, Paris, éd. Robert Laffont, coll. « Bouquins », 1987, 1998 [détail des éditions] (ISBN 978-2-221-08850-0)